# Wiiであそぶセレクション
Wiiであそぶセレクション（ウィーであそぶセレクション）は、任天堂の家庭用ゲーム機・Wiiのソフトラインナップの1つ。欧米での名称は“New Play Control!”。

## 概要
かつてニンテンドー ゲームキューブ（以下GC）専用ソフトとして発売されたもののうち、Wiiリモコンと相性の良いソフトをWiiリモコンの操作に最適化して移植したシリーズである。新たにワイド表示にも対応し、ソフトによっては追加要素が含まれているものもある。このシリーズのソフトはいずれもGCコントローラやその他GC周辺機器を使用することができない。2008年10月2日に開催された「任天堂カンファレンス2008秋」において発表された。
GC用ソフトをWiiリモコンの操作体系にアレンジして移植するという試みは、本ラインナップ以前にも、任天堂の『ゼルダの伝説 トワイライトプリンセス』（GC版とWii版ともにWii本体と同時発売）、カプコンの『バイオハザード4 Wiiエディション』（『バイオハザード4』の移植）、『バイオハザード』『バイオハザード0』（いずれも同名タイトルの移植）、エム・ティー・オーの『GT pro series』（『GT CUBE』の移植）などがあり、中でも『バイオハザード4』の操作体系は高い評価を受けていた。
海外では、『メトロイドプライム』と『メトロイドプライム2 ダークエコーズ』は続編『メトロイドプライム3 コラプション』とセットになった『メトロイドプライム トリロジー（Metroid Prime: Trilogy）』 という作品で発売されている。『トリロジー』は“New Play Control!”として扱われていない。海外版の『Wiiであそぶ ちびロボ!』は発売中止となった。
2017年6月21日にはWii U向けにWiiディスクソフト ダウンロード版として一部タイトルが配信された。

## タイトル一覧
価格はいずれも3,800円（税込）。
2008年
- 12月11日 - Wiiであそぶ ドンキーコングジャングルビート
- 12月25日 - Wiiであそぶ ピクミン

2009年
- 1月15日 - Wiiであそぶ マリオテニスGC
- 2月19日 - Wiiであそぶ メトロイドプライム
- 3月12日 - Wiiであそぶ ピクミン2
- 6月11日 - Wiiであそぶ ちびロボ!
- 6月11日 - Wiiであそぶ メトロイドプライム2 ダークエコーズ

## 関連書籍
- MYCOMムック『Wiiであそぶセレクション 楽しむガイド』（2009年3月31日、毎日コミュニケーションズ、ISBN 978-4839932039）Nintendo DREAM責任編集